# Il re di Hong Kong
Il re di Hong Kong (Noble House) è una miniserie televisiva in 4 puntate trasmesse per la prima volta nel 1988.

## Trama
L'anziano capo della Struan & Company, la più  antica società di Hong Kong, cede il comando a Ian Struan Dunross (Pierce Brosnan). Tre anni più tardi la compagnia è in crisi e Dunross cerca un accordo con le industrie Usa Par-Con, una corporazione guidata da Linc Bartlett e Casey Tcholok. Bartlett però è disposto a versare a Gornt, antico avversario della Struan, 4 milioni di dollari per provare a distruggere la Struan & Company. Intanto il Tai Pan Dunross non trova chi sia disposto a finanziare la sua società. Una sera, mentre Dunross, Bartlett, Gornt, Casey e Orlanda sono ospiti su un ristorante galleggiante, scoppia un incendio. Scampati all'incendio, Casey e Dunross si appartano e si dichiarano il loro amore. Successivamente Dunross non accetta le condizioni di Four Finger Wu, il quale è disposto a finanziarlo in cambio della sua collaborazione nel trasporto e nel commercio di oppio. La spietata rivalità tra Dunross e Gornt è la causa della morte del fantino della scuderia di Dunross. Intanto Orlanda, per amore di Bartlett, rifiuta il dono di una Jaguar fattole da Gornt per i servizi resi.

## Produzione
La miniserie è basata sul romanzo del 1981 La nobil casa (Noble House) di James Clavell. Fu la seconda miniserie della NBC ad essere adattata da un romanzo di Clavell; la prima fu Shōgun del 1980. Entrambe si svolgono nello stesso universo immaginario con Noble House che mostra connessioni con Shōgun e con un'altra opera di Clavell, Tai-Pan del 1986. Rispetto al romanzo, l'ambientazione della miniserie cambia; il romanzo originale Clavell ha luogo nei primi anni 1960, mentre la miniserie è ambientata negli anni 1980. Inoltre, alcune delle molte sottotrame del libro sono state rimosse.
La miniserie, diretta da Gary Nelson su una sceneggiatura di Eric Bercovici e James Clavell (autore del romanzo), fu prodotta da Eric Bercovici per la De Laurentiis Entertainment Group e girata a Hong Kong e a Macao. Un titolo alternativo è James Clavell's Noble House.

## Distribuzione
La miniserie fu trasmessa negli Stati Uniti dal 21 febbraio 1988 con il titolo Noble House sulla rete televisiva NBC.
In Italia è stata trasmessa per la prima volta in quattro serate a partire dal 30 luglio 1989 su Canale 5.
Alcune delle uscite internazionali sono state:
- in Germania Ovest il 26 dicembre 1988
- in Ungheria (A nemesi ház)
- in Grecia (I aftokratoria tou hrimatos)
- in Venezuela (La casa Noble)
- in Finlandia (Noble House - Hongkongin valtias)
- in Italia (Il re di Hong Kong) il 30 luglio 1989[5]